# Grand Prix Erik Breukink
Der Grand Prix Erik Breukink war ein Etappenrennen für professionelle Radrennfahrer in den Niederlanden. Es wurde in den Jahren 2002 und 2003 rund um die Gemeinde Bladel in der Provinz Nordbrabant ausgetragen. Es war nach dem früheren Radrennfahrer Erik Breukink benannt.

## Siegerliste
- 2002  Fabian Cancellara
- 2003  Erik Dekker